# Challenger de Meerbusch 2022
El torneo Meerbusch Challenger 2022, denominado por razones de patrocinio Rhein Asset Open fue un torneo de tenis perteneció al ATP Challenger Tour 2022 en la categoría Challenger 80. Se trató de la 9ª edición; el torneo tuvo lugar en la ciudad de Meerbusch (Alemania), desde el 8 de agosto hasta el 14 de agosto de 2022 sobre pista dura bajo techo de tierra batida al aire libre.

## Jugadores participantes del cuadro de individuales
| Favorito | País                | Jugador                 | Rank1 | Posición en el torneo |
| -------- | ------------------- | ----------------------- | ----- | --------------------- |
| 1        | Bandera de España   | Bernabé Zapata Miralles | 89    | CAMPEÓN               |
| 2        | Bandera de Italia   | Franco Agamenone        | 108   | Primera ronda         |
| 3        | Bandera de Alemania | Jan-Lennard Struff      | 123   | Segunda ronda         |
| 4        | Bandera de Alemania | Yannick Hanfmann        | 139   | Segunda ronda         |
| 5        | Bandera de Austria  | Jurij Rodionov          | 143   | Primera ronda         |
| 6        | Bandera de Francia  | Geoffrey Blancaneaux    | 151   | Primera ronda         |
| 7        | Bandera de Alemania | Mats Moraing            | 152   | Cuartos de final      |
| 8        | Bandera de Alemania | Maximilian Marterer     | 154   | Primera ronda         |

- 1 Se ha tomado en cuenta el ranking del 1 de agosto de 2022.

### Otros participantes
Los siguientes jugadores recibieron una invitación (wild card), por lo tanto ingresan directamente al cuadro principal (WC):
- Rudolf Molleker
- Marko Topo
- Kimmer Coppejans

Los siguientes jugadores ingresan al cuadro principal tras disputar el cuadro clasificatorio (Q):
- Adrian Andreev
- Lucas Gerch
- Carlos López Montagud
- Max Hans Rehberg
- Clément Tabur
- Alexey Vatutin

## Campeones

### Individual Masculino
- Bernabé Zapata Miralles derrotó en la final a  Dennis Novak, 6–1, 6–2

### Dobles Masculino
- David Pel /  Szymon Walków derrotaron en la final a  Neil Oberleitner /  Philipp Oswald, 7–5, 6–1